# Bambini-schiavi

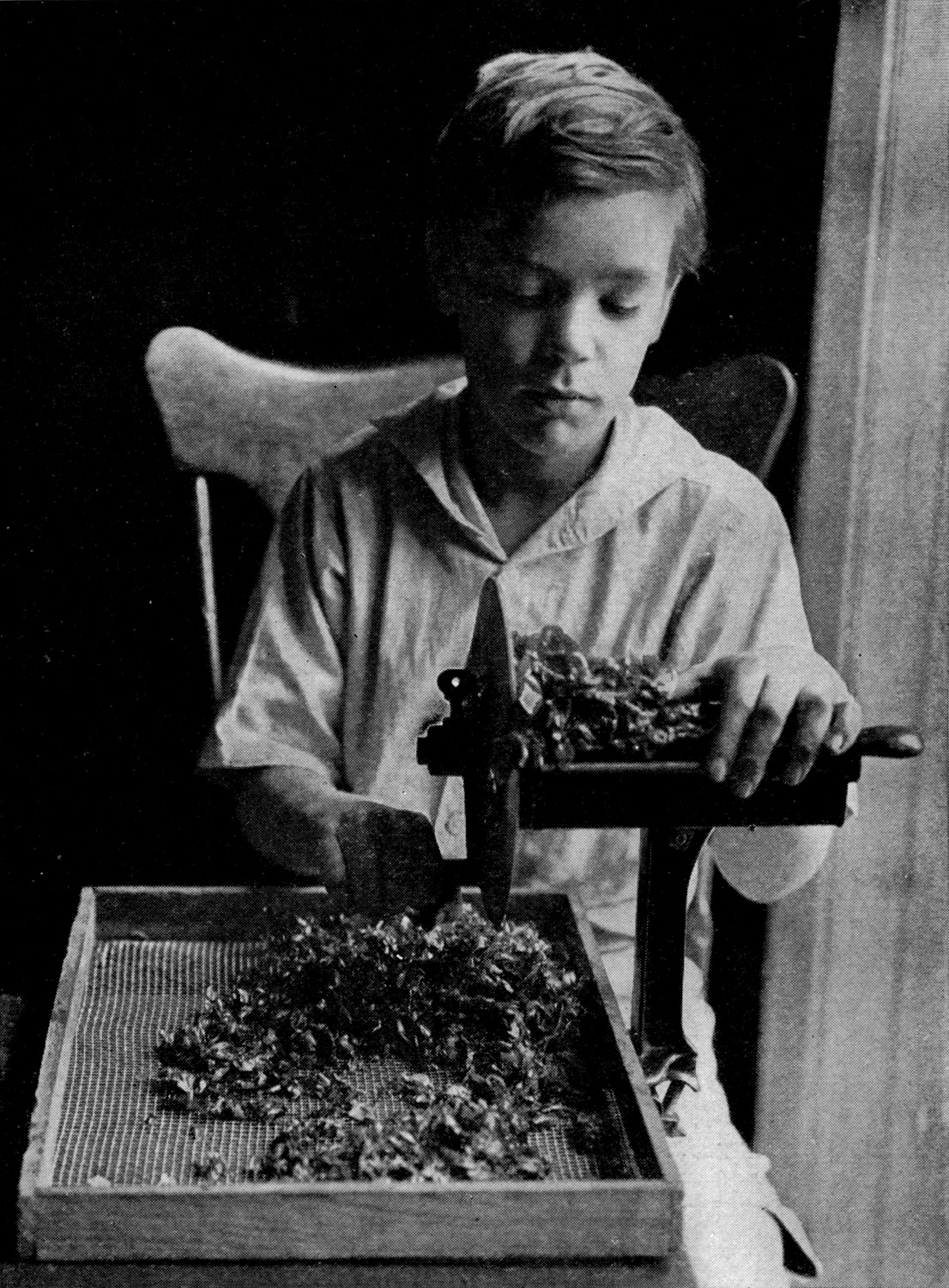
Un bambino lavoratore

I bambini-schiavi, o verdingkinder, o ancora bambini a contratto sono stati bambini che in Svizzera sono stati tolti alle loro famiglie per vari motivi e mandati a vivere con nuove famiglie, spesso di poveri contadini che avevano bisogno di manodopera a basso costo.

## Storia
Molti di questi bambini, divenuti adulti, stanno da qualche tempo denunciando i gravi maltrattamenti subiti per questa pratica molto comune in Svizzera fino al 1980 e oltre.
Dal punto di vista burocratico le pratiche messe in atto si definivano: misure coercitive a scopo assistenziale e hanno coinvolto moltissimi minori tolti dalle loro famiglie naturali perché illegittimi, tenuti in cattive condizioni economiche o con problemi sociali ed emarginati. I bambini venivano rinchiusi in orfanotrofi ma più spesso affidati ad altre famiglie per essere impiegati come lavoratori senza diritti e spesso oggetto di maltrattamenti. A questi bambini non era assicurata l'istruzione.

### Risarcimento tardivo
Solo recentemente si è iniziato a pensare a risarcire le vittime ancora viventi, ma non si è raggiunto ancora alcun accordo in merito, malgrado si siano fatti passi avanti in tal senso. La Svizzera ha iniziato ad affrontare questo capitolo della sua storia recente pensando a una forma di risarcimento per compensare lo sfruttamento di orfani e bambini poveri trattati come schiavi.
Il Consiglio nazionale di Berna ha definito tutti questi bambini Verdingkinder, e i sopravvissuti sono stati stimati in circa 15.000. Questi dovrebbero ricevere tra i 20.000 e i 25.000 franchi (un massimo di circa 22.750 Euro). La Confederazione Elvetica ha perseguito questa politica sino agli anni ottanta, allontanando con la forza i bambini dalle famiglie per assegnarli a famiglie affidatarie ed esponendoli a violenze e a lavori durissimi.
La ministra della giustizia Simonetta Sommaruga ha detto in Parlamento che non si può smettere di ricordare agli svizzeri ciò che è stato possibile compiere per decenni in terra elvetica e ha preso l'impegno di ricordare quanto è avvenuto e di operare perché ciò non avvenga più.

### Analogia con la situazione tedesca
Lo stesso fenomeno si è avuto anche in Germania nella prima parte del secolo scorso, sino circa al 1921, e ha coinvolto pure le regioni di Tirolo e Alto Adige.

## Letteratura
La vita di uno di questi bambini, viene raccontato nel romanzo Resli, il piccolo bracciante, pubblicato nel 1891.

## Cinema
Nel 2012 Markus Imboden ha vinto al Giffoni Film Festival il premio La bottega digitale con il film The foster boy (Produzione svizzera e tedesca) che verte sul tema di un ragazzo sfruttato e umiliato dalla famiglia alla quale viene affidato.